# 45687 Pranverahyseni
45687 Pranverahyseni este o planetă minoră (asteroid), cu un diametru de 13,415 km, din centura de asteroizi. A fost descoperită pe 1 martie 2000 la Catalina Station⁠(d) de Catalina Sky Survey și a fost numită după Pranvera Hyseni⁠(d). 
Obiectul prezintă o orbită caracterizată de o semiaxă mare de 3,1829469861361 UAi, o excentricitate de 0,11, o înclinație de 16,3 ° în raport cu ecliptica.